# 디즈니 애니멀 킹덤

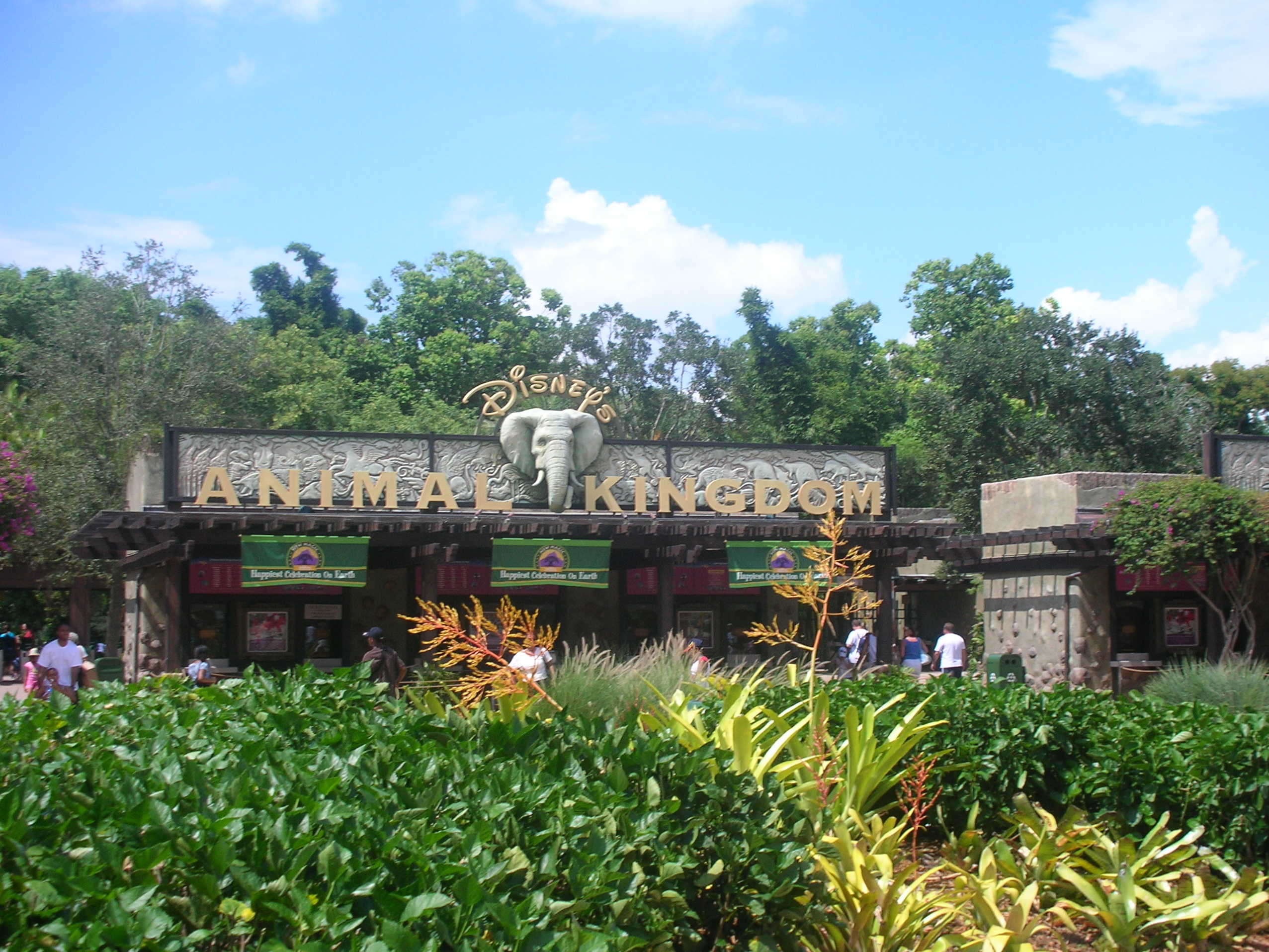
디즈니 애니멀 킹덤 입구

디즈니 애니멀 킹덤(Disney's Animal Kingdom)은 미국 플로리다주의 월트 디즈니 월드 리조트에 있는 4개의 디즈니 파크 내의 하나이다.
애니멀 킹덤은 대부분 동물들과 자연, 열대숲을 이미지로 꾸민것 같다. 디즈니 입장권이나, 디즈니 밴드가 있어야만 들어갈 수 있다. 
들어가면 가장 먼저 보이는 것은 생명의 나무인데, 라이온 킹에 나오는 생명에 나무라고 한다. 동물원같은 곳도 있어서 침팬지같은 동물들을 볼 수 있다.
이 곳은 원래도 더워서, 겨울에도 무척얇은 걷옷이라던지, 더위를 많이 타는 사람은 아예 안 들고와도 되고, 추위를 많이타는 사람들은 가디건같은 약간 얇은 가디건을 챙겨가는 것이 좋다. 먹거리도 많고, 재미있는 놀이기구들과 멋진 공연들이 많아 먹거리도 사먹고, 관광도 하기 좋은 곳이다.